# Emancipazione del lavoro

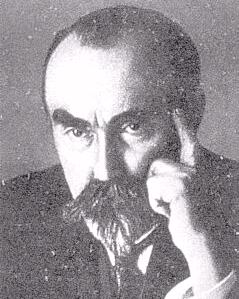
Georgij Plechanov

Emancipazione del lavoro (in russo Освобождение труда, Osvoboždenie Truda) fu il primo gruppo politico socialdemocratico e marxista russo. Fu fondato da Plechanov, Aksel'rod, Leo Deutsch, Ignatov e Zasulič a Ginevra, in Svizzera, il 25 settembre 1883, data della pubblicazione del primo numero della rivista «Biblioteca del socialismo moderno» (Библиотеки современного социализма, Biblioteki sovremennogo socializma). Il gruppo si sciolse nel 1903, quando i suoi membri entrarono nel POSDR, il Partito Operaio Socialdemocratico Russo.

## La critica all'ideologia blanquista dellaNarodnaja Volja
Nei primi anni Ottanta era maturato il distacco tra la Narodnaja Volja di Tichomirov e il gruppo Čërnyj peredel, cui appartenevano Aksel'rod, Deutsch Ignatov, Zasulič e Plechanov, sanzionato dal rifiuto di quest'ultimo di veder pubblicato il suo scritto Socialismo e lotta politica sul giornale «Vestnik Narodnoj Voli» (Il Messaggero della Volontà del Popolo) con le note critiche di Tichomirov.
Nel suo scritto, pubblicato in volume nel 1883, Plechanov espose le linee fondamentali del socialismo scientifico seguite dalla critica dell'ideologia blanquista della Narodnaja Volja. Scriveva Plechanov che «il proletariato non deve concedere alcuna possibilità di conquistare il potere in sua vece neppure ai più sinceri "amici"», i populisti, che teorizzavano la conquista del potere politico da parte di un piccolo gruppo di rivoluzionari che avrebbero subito instaurato il socialismo attraverso appositi decreti.

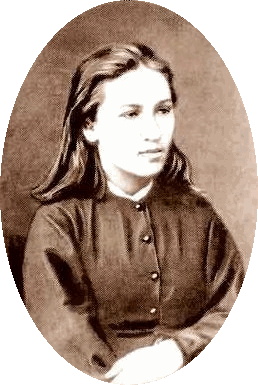
Vera Zasulič

Plechanov concepiva la conquista del potere dello Stato come «ultimo, inevitabile risultato della lotta politica che, a un certo livello di sviluppo sociale, sarebbe stata espressa dalla classe interessata all'emancipazione», la classe operaia, il proletariato. «La dittatura di classe - scriveva Plechanov - è lontana dalla dittatura di un gruppo di rivoluzionari raznočintsy quanto il cielo dalla terra. Ciò vale soprattutto per la dittatura della classe operaia, il cui compito attuale non è solo quello di annientare il dominio politico delle classi non produttive della società, ma anche di eliminare l'attuale anarchia produttiva e di organizzare in modo consapevole la vita economico-sociale».
Tale compito poteva essere compreso solo da una classe operaia «istruita, dotata di esperienza e di educazione politica, libera dai pregiudizi borghesi», e da questa poteva essere realizzato una volta che le idee socialiste vi fossero diffuse ed essa fosse consapevole «della propria forza e della certezza della vittoria». Solo allora il proletariato avrebbe conquistato il potere «per sconfiggere definitivamente i nemici e costruire la propria vita secondo i principi non dell'anarchia [...] ma della panarchia, che offrirebbe a tutti i membri adulti della società la possibilità di partecipare in modo diretto alla discussione e alla risoluzione degli affari sociali».
Tali condizioni non esistevano ancora in Russia, dove la classe operaia era poco numerosa e le idee socialiste ancora poco sviluppate. Le forze rivoluzionarie dovevano pertanto lavorare alla costruzione del «futuro partito socialista», che prima si sarebbe battuto per ottenere le libertà politiche e una Costituzione democratica, e solo successivamente, quando lo sviluppo capitalistico avesse prodotto un forte e consapevole proletariato, avrebbe cercato di condurre la Russia al socialismo.

## Il programma dell'Emancipazione del lavoro

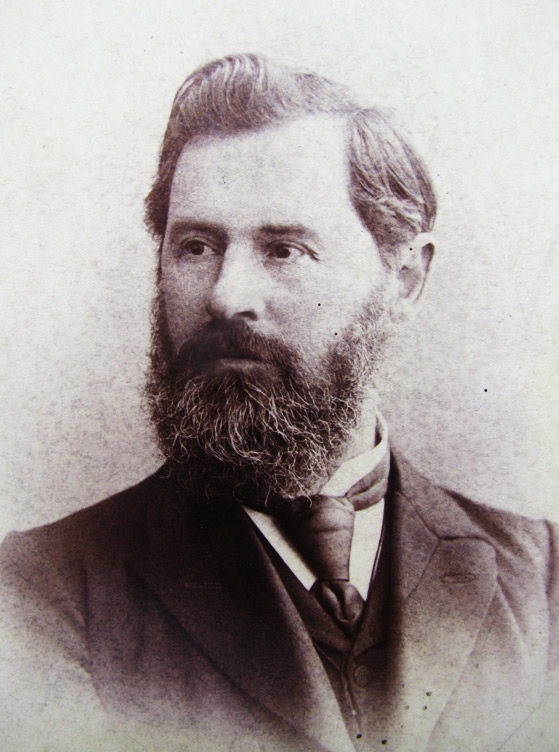
Pavel Aksel'rod

Una prima bozza del programma del gruppo fu pubblicata nel 1884: esordiva dichiarando che il suo scopo era la propaganda delle idee socialiste in Russia e la formazione di elementi per l'organizzazione di un partito socialista operaio.
Poiché ogni cittadino doveva partecipare direttamente alla gestione della cosa pubblica, era necessario sopprimere il «sistema rappresentativo vigente», sostituendolo con la «legislazione diretta dal popolo». Le prime rivendicazioni politiche consistevano nella fine dell'assolutismo attraverso il riconoscimento dell'eguaglianza di tutti i cittadini di fronte alla legge, senza distinzioni; nel diritto di voto e di eleggibilità per tutti i cittadini; nella libertà di pensiero, di parola, di stampa, di riunione, di associazione, di circolazione e di professione; nell'abolizione dell'esercito permanente e nella sua sostituzione con l'armamento di tutto il popolo; nella revisione in senso democratico del codice civile e penale.
Le rivendicazioni economiche consistevano nella richiesta di una riforma agraria, consentendo il riscatto della terra e la sua attribuzione alle comunità contadine; una riforma del sistema fiscale, con l'introduzione dell'imposta progressiva sul reddito; il riconoscimento dei sindacati e la tutela del lavoro con aiuti statali dati alle associazioni dei produttori organizzate in tutte le branche dell'agricoltura e dell'industria.

Non facendosi illusioni sulla possibilità di rovesciare pacificamente il sistema assolutista dello zarismo, l'Emancipazione del lavoro propugnava la necessità di organizzare politicamente gli operai di ogni centro industriale in associazioni segrete coordinate fra loro, con un programma politico e sociale comune e corrispondente «ai compiti fondamentali del socialismo».
Il gruppo di Plechanov si dichiarava convinto che il successo del movimento socialista russo dipendeva «in massimo grado dalle attività dell'intelligentsia tra gli operai». Gli intellettuali dovevano porsi «nel punto di vista del socialismo scientifico moderno, mantenendo della tradizione populista solo quel che non contrasta con gli enunciati di questa dottrina». Si riconosceva «la necessità della lotta terroristica contro il governo assolutista», non dissociandosi dalla Narodnaja Volja che sul terreno della «cosiddetta conquista del potere da parte del partito rivoluzionario e dell'azione diretta dei socialisti tra la classe operaia».
Anche nella seconda e più breve stesura del programma, fatta nel 1885 e pubblicata nel 1887, pur non citando più Narodnaja Volja, si affermava la necessità di «passare all'attacco decisivo» contro il governo assolutista, «senza indietreggiare davanti al cosiddetto terrorismo», se l'interesse della lotta lo avesse richiesto.
Nelle condizioni presenti, Emancipazione del lavoro era convinta della necessità di sviluppare la propria attività tra gli operai, i più ricettivi alla propaganda socialista, pur rendendosi conto che erano i contadini a costituire in Russia la grande maggioranza della popolazione produttiva. Una volta conquistati al socialismo gli operai, l'agitazione politica si sarebbe dovuta estendere alle campagne.
Analizzando nel 1900 questa seconda bozza di programma, Lenin la definì «nel complesso pienamente soddisfacente», mentre nel 1903 Rjazanov, tirando le somme dell'attività di Emancipazione del lavoro, rilevò come l'intelligentsia rivoluzionaria si fosse dimostrata impari al compito che si era assunto di organizzare il movimento operaio russo, e «fu costretta a riconoscere la propria impotenza».

## L'attività diEmancipazione del lavoro
I membri di Emancipazione del lavoro, stabiliti a Ginevra, poterono entrare in contatto con i più autorevoli rappresentanti del socialismo europeo: in particolare Plechanov, il teorico del gruppo, conobbe Engels, Guesde, Lafargue e i socialdemocratici tedeschi. Esistevano invece difficoltà a mantenere rapporti con i gli elementi rivoluzionari in Russia, aggravate dall'arresto di Deutsch nel 1884 e dalla morte di Ignatov nel 1885. Nuovi acquisti del gruppo furono Anna Kuliscioff, che però si trasferì presto in Italia, e Sergej Ingerman, che nel 1891 emigrò negli Stati Uniti.
Vera Zasulič si occupava degli aspetti finanziari, resi molto difficili dalla cronica mancanza di fondi cui l'autofinanziamento non riusciva a sopperire e saltuario era il sostegno dei privati, che permise tuttavia la pubblicazione del periodico «Social-Demokrat», redatto da Plechanov, i cui quattro numeri uscirono dal 1890 al 1892.
Aksel'rod, che doveva mantenere una famiglia numerosa, si dedicava all'organizzazione e riuscì a riunire un gruppo di studenti simpatizzanti a Zurigo e a Berna. I contatti con l'emigrazione russa in Svizzera portarono alla fondazione, nell'autunno del 1888, dell'Unione dei socialdemocratici russi all'estero, che pubblicò in russo diversi scritti marxisti, tra i quali, nel 1892, il Ludwig Feuerbach e L'evoluzione del socialismo dall'utopia alla scienza di Engels.

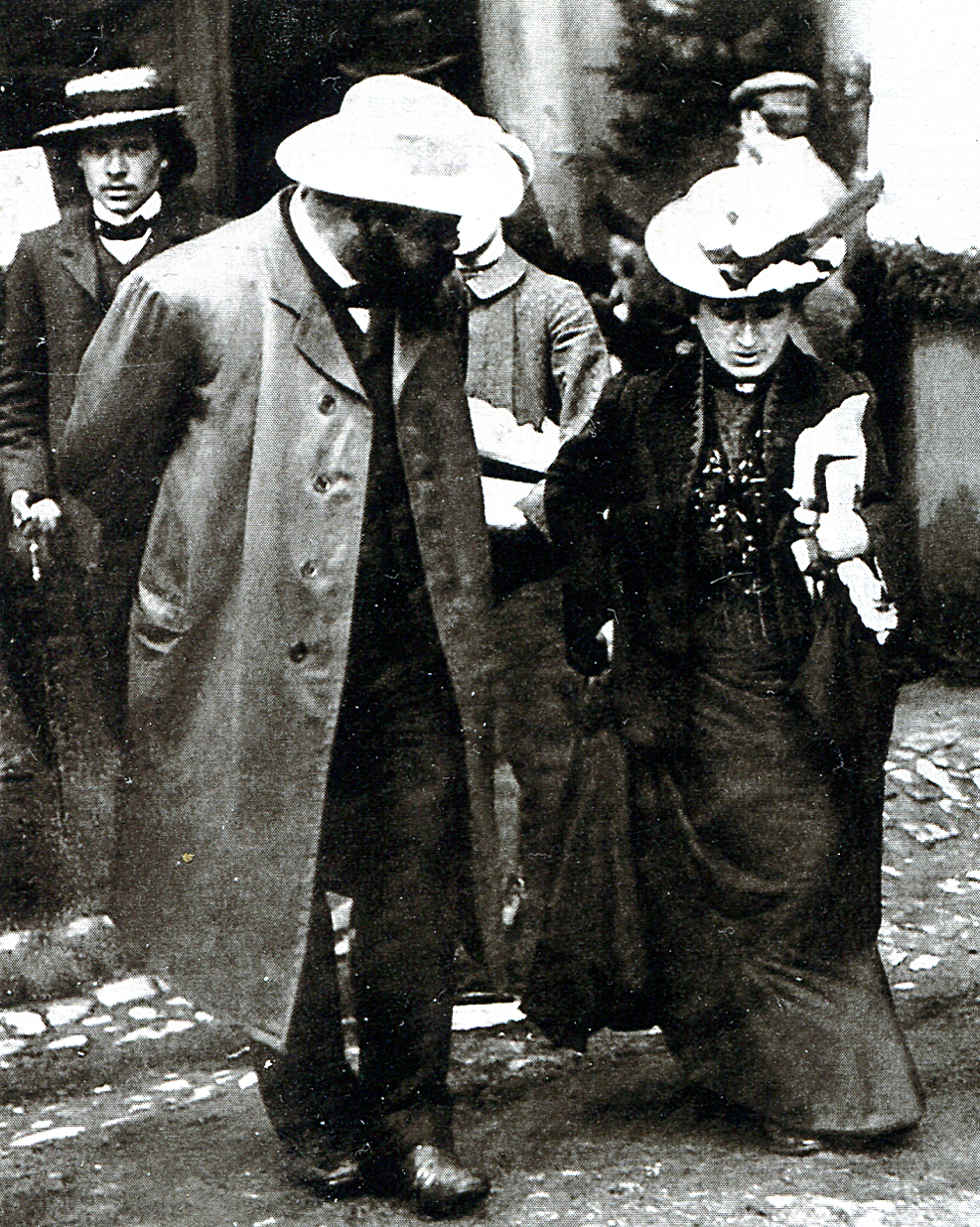
Parvus con Rosa Luxemburg

L'Unione dei socialdemocratici era formata soprattutto da studenti emigrati nel 1887 dopo il fallito attentato ad Alessandro III. Ne fecero parte, tra gli altri, Rafail Solovejčik e la moglie Nadežda Stepcova, che presto si trovarono in disaccordo con l'Emancipazione del lavoro, Boris Kričevskij e Parvus, che fondarono la collana «Biblioteca socialdemocratica», pubblicandovi nel 1894 Lavoro salariato e capitale e il 18 brumaio di Luigi Bonaparte di Marx, I fondamenti della socialdemocrazia di Kautsky, e alcuni scritti dello stesso Kričevskij.
Altri conflitti sorsero tra Leo Jogiches, Rosa Luxemburg e Julian Marchlewski da una parte, e Plechanov dall'altra, rimproverato di autoritarismo: «chi non andava d'accordo con lui cadeva in disgrazia, perdendo anche il diritto di definirsi socialdemocratico». Un'altra polemica coinvolse Plechanov quando questi, nel 1891, in occasione della grave carestia che aveva colpito la Russia, invitò «tutte le persone oneste», indipendentemente dalle loro convinzioni politiche, a costruire il futuro partito operaio russo.
L'Emancipazione del lavoro collaborò al giornale «Iskra», fondato da Lenin nel 1900, e fondò nel 1901 con lo stesso Lenin la rivista teorica marxista «Zarja». Nel 1903 il gruppo decise di sciogliersi aderendo al Partito Operaio Socialdemocratico Russo, in occasione del II congresso di questo partito, aperto il 30 luglio a Bruxelles con un discorso di Plechanov.
L'importanza storica dell'Emancipazione del lavoro consiste nel fatto di aver diffuso per prima in Russia, esponendole in modo chiaro, le teorie di Marx, di aver posto con forza la necessità di costituire un partito socialista formulando un preciso programma, e di aver combattuto il populismo.